# 천성령
천성령(天聖令)은 북송(北宋) 인종(仁宗) 천성(天聖) 7년(1029년)에 규정된 령(令)이다.

## 개요
《당육전》(唐六典)에는 "율(律)로 형(刑)을 바로하고 죄를 정하며, 영으로 규범과 제도를 세운다"고 해서 율과 령은 나란히 중국 전통 법제의 근간이었다. 송대 초에는 기본적으로 당(唐)의 제도를 계승하면서 새로운 왕조의 법제를 준비하고 있었고, 천성령은 이러한 시대 분위기의 산물이었다. 천성령의 편찬 원칙은 "무릇 당령(唐令)을 근본으로 삼는다."는 것으로, 《송회요집고》(宋会要輯稿) 형법(刑法) 일지사(一之四)에, 천성 7년 5월 18일에 영(令) 30권을 책정하였음과, 먼저 적어둔 현행 영은 예전의 조문을 바탕으로 하고 새로운 제칙을 참작하여 정한 것이다. 현재 쓰지 않는 영 또한 그 뒤에 덧붙여두었다고 기록되어 있다. 당령을 모태로 삼으면서도 송대의 새로운 제도를 더욱 적극적으로 반영하였음을 뜻하며, 진정한 의미에서 천성령은 최초의 송령(宋令)이라고 평가된다.
천성령은 그 뒤 산일되었다고 알려졌는데, 1999년 상하이사범대학(上海師範大学) 교수 대건국(戴建国)이 닝보(寧波)의 천일각(天一閣)에 소장되어 있던 명대(明代)의 사본 가운데 천성령 10권이 존재하고 있다는 것을 확인하고 이를 발표하였다.. 대 교수는 천일각 소장 문서 가운데 관품령(官品令)이라는 이름의 책을 발견하고 그 책에 기재된 관직명이나 피휘의 용법 등에서 이 사본을 인종 시대로 소급할 수 있으며, 송회요집고의 기술과도 합치한다는 점을 들어 천성령의 사본이라고 밝혔다. 다만 이때 대 교수가 공표했던 부분은 전령(田令, 권21) ・ 포망령(捕亡令, 권25) ・부역령(賦役令, 권22) ・ 잡령(雑令, 권30) 뿐이었고, 전면 공개된 것은 범흠(范欽) 탄생 500주년을 기념하는 사업으로 천일각박물관(天一閣博物館) ・ 중국사회과학연구원역사연구소(中国社会科学研究院歴史研究所)의 공동사업으로써 번각 ・ 출판된 2006년의 일이었다(출판은 중화서국에서 하였다). 한편 천성령에 기재된 원전이 되었던 당령(唐令)은 당 현종 개원(開元) 25년(737년)의 령으로 생각되고 있다.
당의 령은 오늘날에는 모두 현존하지 않지만, 령의 연구에 대해서는 당률소의(唐律疏議)나 일본의 영의해(令義解), 영집해(令集解) 등을 토대로 복원이 시도되었고, 일본의 학자 니이다 노보루(仁井田陞)의 연구성과인 《당령습유》(唐令拾遺)에 의존해 오고 있었다(중국 학계에서는 전통적으로 율律의 연구 쪽이 중시되었다). 천성령의 발견은 일부라고는 하지만 소실된 당령의 원문이 정리된 형태로 발견되었다 해서 중국의 율령법 연구에 큰 영향을 미칠 것으로 생각되고 있다. 또한 검토 결과 초당(初唐)에서 일본의 다이호 율령이나 요로 율령의 모델이 되었던 것으로 알려진 영휘율령(永徽律令) 그리고 천성령의 원전이 되었던 개원25년령까지의 사이에는 신규령의 추가·삽입은 있지만 원칙적으로 같은 배열로 영이 편찬되었다고 생각되어, 천성령과 일본의 요로 율령을 비교함으로써 당령의 일부 복원은 물론, 거꾸로 요로 율령 중에서도 오늘날 전해지지 않는 의질령(医疾令) · 창고령(倉庫令)이 천성령에 포함되어 있는 점에서 이들의 복원도 가능할 것으로 기대되고 있다. 실제로 일본의 문헌인 《정사요략》(政事要略) 등의 참고하여 에도 시대부터 오늘날까지 계속되던 일본의 요로 율령 의질령의 복원안과 천성령의 원전인 개원 25년령을 비교한 결과 당에서는 36개 조였던 것이 일본에서는 27조에 정리된 것 외에도 내용과 배열에 모두 큰 차이가 없었던 것으로 확인되었다.
전령 권21부터 잡령 권30까지 총 10권 12편의 영마다 중간과 끝에 각각 "위의 영들은 예전의 조문을 바탕으로 하되 새로운 제칙을 참작하여 정한 것이다."와 "위의 영들은 시행하지 않는다."는 문장이 들어 있어 천성 연간(1023~1032)에 시행한 영과 폐기된 영을 분명히 알 수 있게 되고, 이를 통해 송대의 새로운 영과 기존 당령의 비교는 물론 양자의 구체적 변화과정에 대한 분석도 가능해졌다. 이러한 개별 영들마다 당시 시행한 현령(現令)과 법적 효력을 상실해버린 구령(舊令)의 비율이 상이하다는 사실 또한 주목되는데, 이 차이를 통해 천성령의 반포를 전후하여 관련 제도가 얼마나 바뀌었는지를 엿볼 수 있기 때문이다. 단적으로 폐기된 구령의 비율이 가장 높은 전령을 통해, 당과 송 사이에 발생한 국가의 토지관리 방식의 총체적 변화가 선명히 드러난다.
다만 그러한 한편으로 현재 확인할 수 있는 천성령은 천일각 소장 사본밖에 없고, 사본이 명대에 작성된 것이니만큼 오탈자 등도 포함하고 있을 가능성도 있기에 당률 복원 과정에서 검증이 필요하다. 일본의 경우 요로 율령의 조문과 비교해 양국의 국정 차이, 즉 당률의 원전이 일본의 실정에 맞게 수정되거나 추가된 조문이 존재하고 있음이 확인되었는데, 가령령(仮寧令)의 경우 절일(節日)은 당에서 천자의 탄생일로써 휴일이었던 것과 달리 일본에서는 절회(節会)라 불리는 의식이 거행되었다.

## 천일각본 천성령의 내용
- 권21 전령(田令)
- 권22 부역령(賦役令)
- 권23 창고령(倉庫令)
- 권24 구목령(廐牧令)
- 권25 관시령(關市令)
  - 부(附) 포망령(捕亡令)
- 권26 의질령(醫疾令)
  - 부(附) 가녕령(假寧令)
- 권27 옥관령(獄官令)
- 권28 영선령(營繕令)
- 권29 상장령(喪葬令)
- 권30 잡령(雜令)

## 한국에서의 번역
한국에서는 고려대학교 동아시아문화교류연구소에서 번역에 나서서 2013년에 도서출판 혜안에서 《천성령 역주》라는 제목으로 출간되었다.

## 같이 보기
- 천일각